# (201) Pénélope
Pour les articles homonymes, voir Pénélope (homonymie).
(201) Pénélope est un astéroïde de la ceinture principale découvert par Johann Palisa le 7 août 1879.
Il est nommé d'après Pénélope, fille d'Icarios, épouse fidèle d'Ulysse dont elle a un fils, Télémaque.